# Symposium Aristotelicum
Das Symposium Aristotelicum ist ein alle drei Jahre stattfindendes Symposion ausgewiesener Aristoteles-Forscher. Begründet wurde die Konferenzreihe 1957 von den Aristoteles-Experten Ingemar Düring, einem Philologen aus Schweden, und Gwilym Ellis Lane Owen, einem Spezialisten für antike Philosophie aus Großbritannien. Es handelt sich dabei um geschlossene Veranstaltungen von Fachleuten, an denen nur auf Einladung durch das wissenschaftliche Komitee teilgenommen werden kann. Seit 1969 wird jedes Symposium einem bestimmten Werk des Aristoteles gewidmet, seit 1993 wird das angesetzte Werk zur Gänze gelesen und nach Vorträgen von Spezialisten zu einzelnen Abschnitten des Werks oder spezifischen Fragen ausführlich im Plenum diskutiert. Das letzte Symposium fand 2022 statt.
Nach dem Vorbild des Symposium Aristotelicum wurde 1978 das Symposium Hellenisticum und 1986 das Symposium Platonicum begründet.

## Liste der Symposia und Tagungsakten
- 1:  Oxford 1957
  - Ingemar Düring, G. E. L. Owen (Hrsg.): Aristotle and Plato in the Mid-Fourth Century. Papers of the Symposium Aristotelicum held at Oxford in August, 1957. Almqvist & Wiksell, Göteborg, 1960. – Rezension von: George Briscoe Kerferd, in: The Classical Review New Series 12, 1962, S. 44–46 (JSTOR)
- 2: Louvain 1960
  - Aristote et les problèmes de méthode. Publications universitaires, Louvain 1961.
- 3: Oxford 1963
  - G. E. L. Owen (Hrsg.): Aristotle on Dialectic: The Topics. Clarendon Press, Oxford 1968.
- 4: Göteborg 1966
  - Ingemar Düring (Hrsg.): Naturphilosophie bei Aristoteles und Theophrast. Lothar Stiehm Verlag, Heidelberg 1969.
- 5: Oosterbeek 1969
  - Paul Moraux, Dieter Harlfinger (Hrsg.): Untersuchungen zur „Ethica Eudemica“, Akten des 5. Symposiums Aristotelicum. Berlin 1971.
- 6: Cerisy-la-Salle 1972
  - Pierre Aubenque (Hrsg.): Études sur la Métaphysique d'Aristote. Vrin, Paris 1979.
- 7: Cambridge 1975
  - G. E. R. Lloyd, G. E. L. Owen (Hrsg.): Aristotle on Mind and the Senses. Cambridge University Press, Cambridge 1979.
- 8: Padua 1978
  - Enrico Berti (Hrsg.): Aristotle on Science: The Posterior Analytics. Antenore, Padova 1981.
- 9:  Berlin 1981
  - Paul Moraux, Jürgen Wiesner (Hrsg.): Zweifelhaftes im Corpus Aristotelicum. Studien zu einigen Dubia. Walter de Gruyter, Berlin 1983.
- 10: Sigriswil 1984
  - Andreas Graeser (Hrsg.): Mathematik und Metaphysik bei Aristoteles / Mathematics and Metaphysics in Aristotle. P. Haupt, Bern, Stuttgart 1987.
- 11: Friedrichshafen 1987
  - Günther Patzig (Hrsg.): Aristoteles, Politik. Vandenhoeck & Ruprecht, Göttingen 1990.
- 12: Princeton 1990
  - David Furley, Alexander Nehamas (Hrsg.): Aristotle's Rhetoric. Philosophical Essays. Princeton University Pres, New Jersey 1994.
- 13: Certosa di Pontignano bei Siena 1993
  - nicht veröffentlicht (Aristotle's De interpretatione)
- 14: Oxford 1996
  - Michael Frede, David Charles (Hrsg.): Aristotle's Metaphysics Lambda. Clarendon Press, Oxford 2000.
- 15: Deurne 1999
  - Frans de Haas, Jaap Mansfeld (Hrsg.): Aristotle: On Generation and Corruption, Book I (= Symposium Aristotelicum, 15). Oxford University Press (Clarendon Press), Oxford 2004. – Rezension von: Ian Mueller, in Notre Dame Philosophical Reviews 2005.06.17 (mit Ausblick auf die Geschichte der Symposia Aristotelica)
- 16: Lille 2002
  - Michel Crubellier, André Laks (Hrsg.): Aristotle: Metaphysics Beta. Oxford University Press, New York 2009.
- 17: Venedig 2005
  - Carlo Natali (Hrsg.): Aristotle's Nicomachean Ethics, Book VII. Oxford University Press, Oxford 2009.
- 18: Leuven 2008
  - Carlos Steel (Hrsg.): Aristotle's Metaphysics Alpha. Oxford University Press, New York 2012.
- 19: München 2011
  - Christof Rapp, Oliver Primavesi (Hrsg.): Aristotle, De Motu Animalium. Proceedings of the XIX. Symposium Aristotelicum. With an Edition of the Greek Text and an English Translation. Oxford University Press, Oxford 2020, ISBN 978-0-19-883556-1
- 20: Delphi 2014
  - Katerina Ierodiakonou, Paulos Kalligas, Vassilis Karasmanis (Hrsg.): Aristotle's Physics Alpha. Oxford University Press, Oxford 2019.

- 21: Athens, GA, USA 2017
  - (Aristotle's Eudemian Ethics II, noch nicht veröffentlicht)

- 22: Oslo 2022
  - (Aristotle's Categories, noch nicht veröffentlicht)